# LaSalle, Ontario
LaSalle är en ort i Kanada.   Den ligger i provinsen Ontario, i den sydöstra delen av landet, 700 km sydväst om huvudstaden Ottawa. LaSalle ligger 177 meter över havet och antalet invånare är 28 643.
Terrängen runt LaSalle är mycket platt. Runt LaSalle är det ganska glesbefolkat, med 36 invånare per kvadratkilometer.. Närmaste större samhälle är Windsor, 9,6 km norr om LaSalle. 
Trakten runt LaSalle består till största delen av jordbruksmark.